# Maya Ivanova
Maya Petrova Ivanova –en búlgaro, Мая Петрова Иванова– (5 de mayo de 1991) es una deportista búlgara que compitió en halterofilia. Ganó dos medallas de bronce en el Campeonato Europeo de Halterofilia, en los años 2013 y 2014.

## Palmarés internacional
| Campeonato Europeo | Campeonato Europeo | Campeonato Europeo | Campeonato Europeo |
| Año                | Lugar              | Medalla            | Categoría          |
| ------------------ | ------------------ | ------------------ | ------------------ |
| 2013               | Tirana (Albania)   | Medalla de bronce  | 53 kg              |
| 2014               | Tel Aviv (Israel)  | Medalla de bronce  | 53 kg              |